# Basil L. Plumley
Basil L. Plumley (Shady Spring, Virgínia Ocidental, 1 de janeiro de 1920 − Columbus, Geórgia, 10 de outubro de 2012) foi um sargento-mor de comando do Exército dos Estados Unidos. É mais conhecido por suas ações como sargento-mor do 7º Regimento de Cavalaria, do 1º Batalhão do Exército dos Estados Unidos, na Batalha de Ia Drang (Vietnã, 1965). O general Hal Moore elogiou Plumley como em excelente suboficial e líder no livro de 1992 sobre esta batalha We Were Soldiers Once… And Young. O livro serviu de base para o filme de 2002 We Were Soldiers, em que Plumley foi interpretado por Sam Elliott. Era conhecido carinhosamente por seus soldados como ""Old Iron Jaw"".